# Сан-Мігель (Чилі)
Сан-Мігель (ісп. San Miguel) — комуна в Чилі. Одна з міських комун міста Сантьяго. Входить до складу провінції Сантьяго і Столичного регіону.

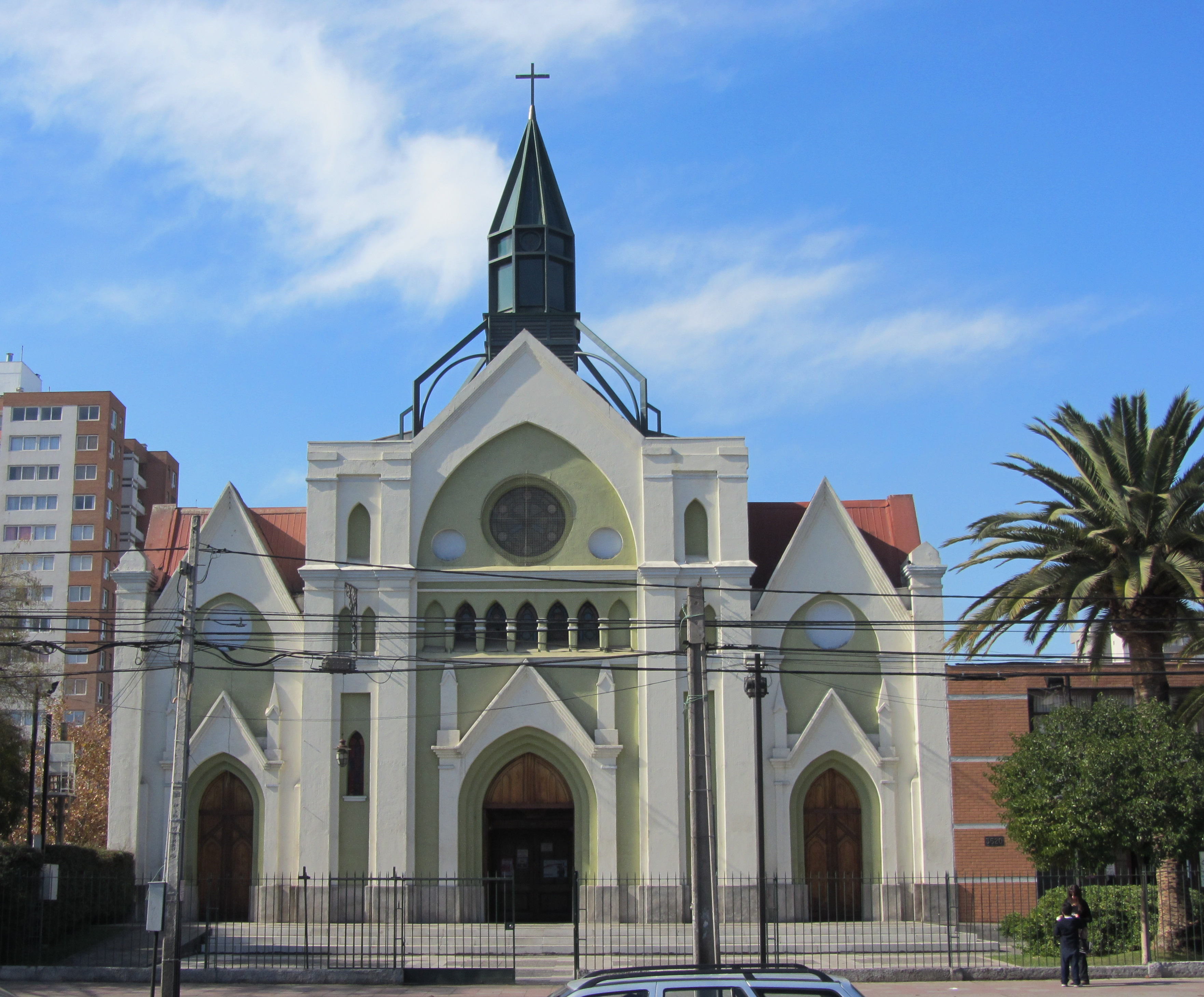
Церква Сан-Мігель-Архангель

Територія — 10 км².  Чисельність населення — 107 954 осіб (2017). Щільність населення — 10 795,4 чол./км².

## Розташування
Комуна розташована на півдні міста Сантьяго.
Комуна межує:
- на півночі - з комуною Сантьяго
- на сході — з комуною Сан-Хоакін
- на півдні - з комуною Ла-Сістерна, Сан-Рамон
- на заході — з комуною Педро-Агуїрре-Серда